# Näverslöjd

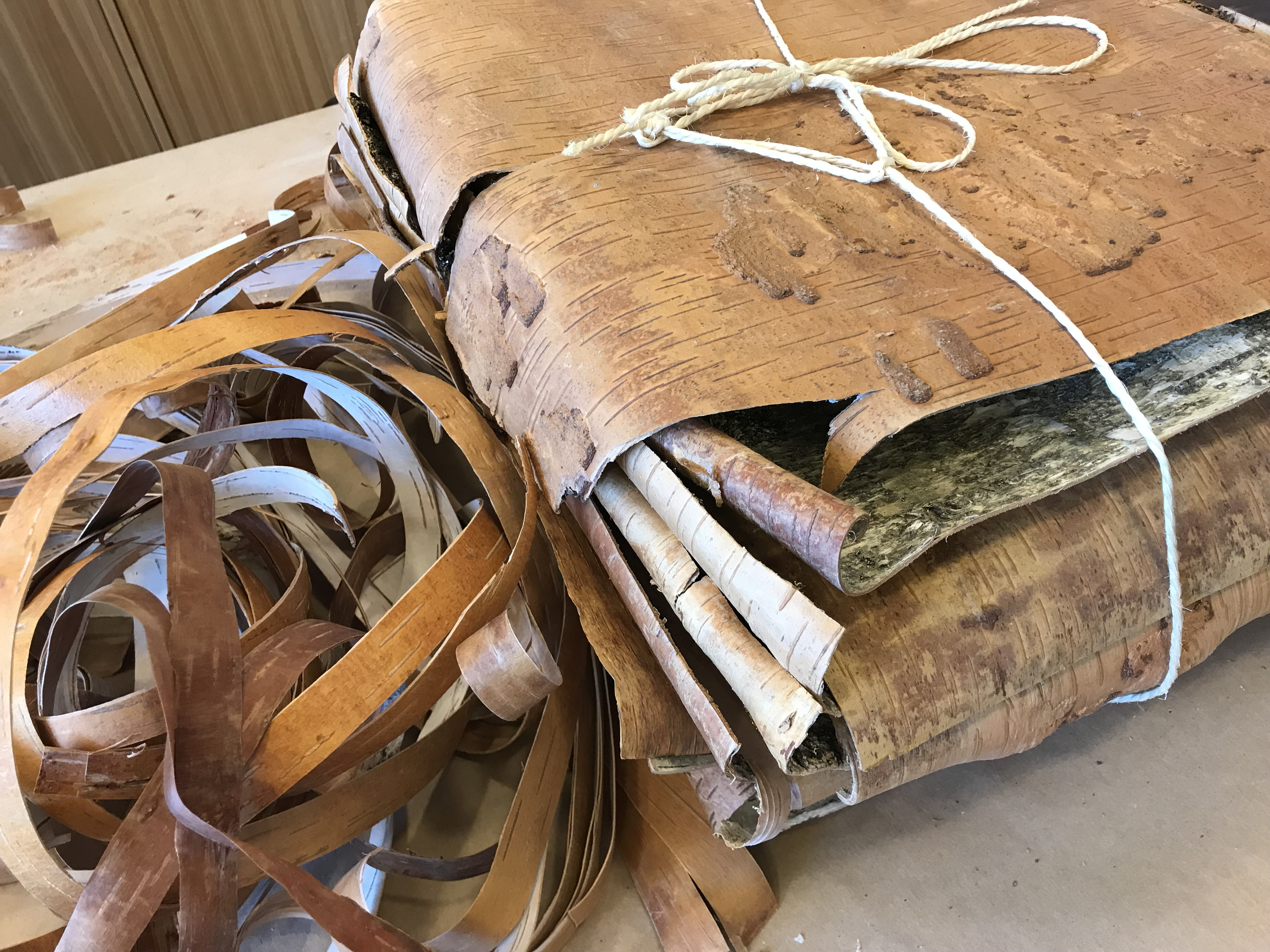
Björknäver för näverslöjd.

Näverslöjd är en främst i Norden och Ryssland vanligt förekommande form av hemslöjd som omfattar tillverkning av olika föremål med näver från björkar som huvudsakligt råmaterial.
I Sverige har näverslöjd förekommit i Västmanland, Värmland, Dalarna, Gästrikland, Hälsingland, Härjedalen och Jämtland, samt bland nybyggare i norra Norrland. Den långa traditionen i norra Sverige har berott på god tillgång av kvistfri och slät björknäver.

## Näver
Näver till slöjd brukar tas från levande träd. Oförsiktigt avlägsnande av barken runt hela björken kan leda till att trädet dör. Bäst fungerar det att ta nävern när trädet savar som mest, kring midsommar. Då skadas inte björkens tillväxtlager, kambiet. Materialet har använts i större eller mindre utsträckning över hela Sverige, eftersom björken är allmän överallt.
Framförallt är det glasbjörkens näver som är användbar för slöjdändamål, eftersom den är slät även på äldre träd. Nävern skördas i stora flak eller i långa remsor, beroende på vad nävern ska användas till. För flätning tas nävern i remsor i spiral runt stammen. På det sättet får man ett material som blir nästan skarvfritt. För burkar och kärl är det bättre att ta nävren i stora sjok.

## Tekniker
Det finns två grundläggande tekniker inom näverslöjd; endera skärs nävret till smala remsor som flätas samman eller så arbetar man med hela näverstycken i tekniker som påminner om svepteknik. Näver kan också användas som ett dekormaterial med tekniker som påminner om intarsia, vilket främst är vanligt i Ryssland.

## Vanliga föremål i näverslöjd
- Dosa eller ask med lock
- Sockerskål
- Kont
- Handväska
- Glasögonfodral
- Julpynt
- Inklädningar av flaskor
- Skor (numera mest för dekorativa syften)

## Galleri

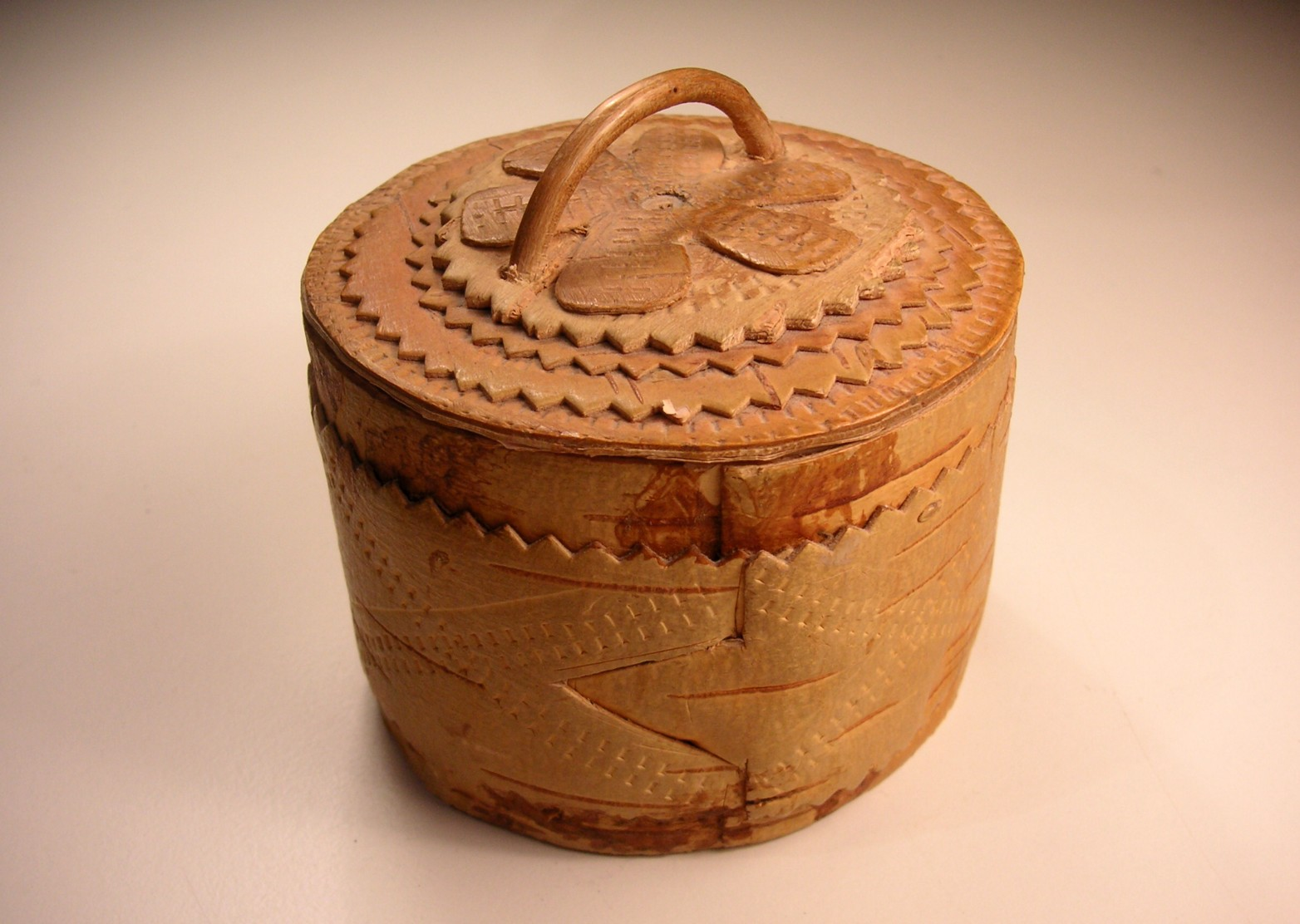
Näverdosa i svepteknik.
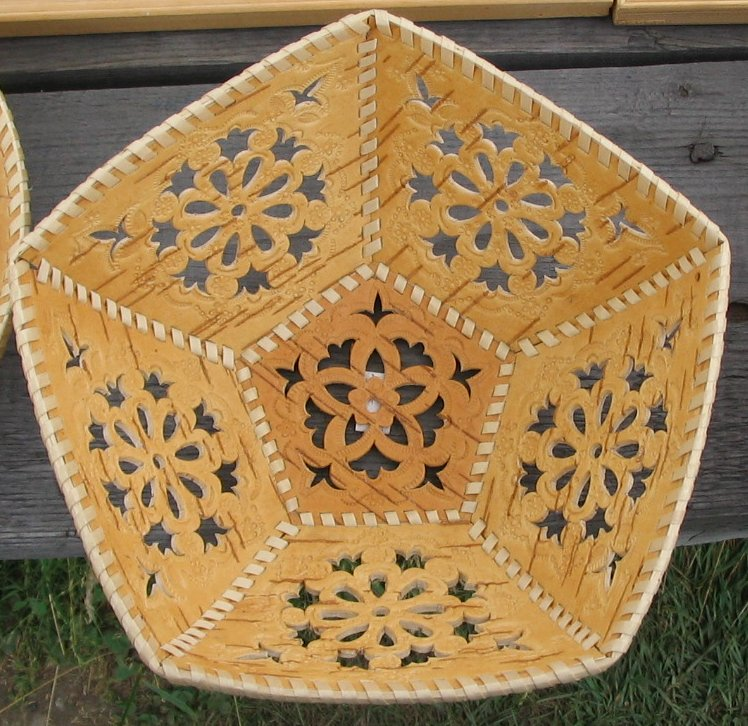
Skål i genombrutet, laskat näver.
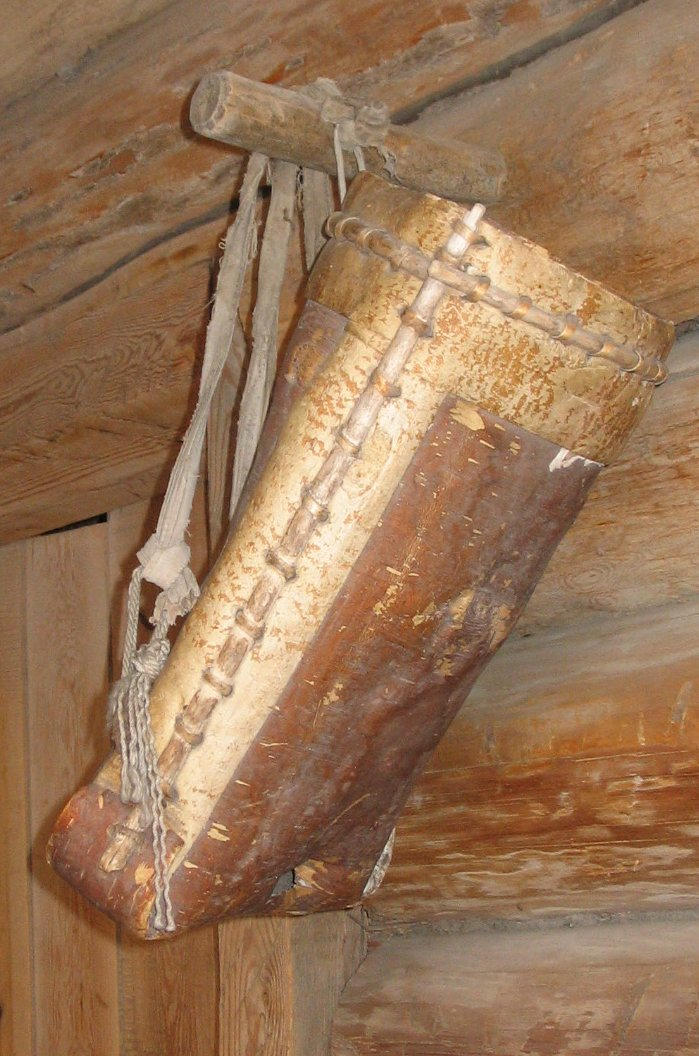
Museal kont i näver.
- Näverslöjd på Skansen

## Läs mera
- Svensk Slöjds hemsida. Näverslöjd är juli månads produkt och tampade näverburkar är novembers.